# Clássico das Emoções (Pernambuco)
O Clássico das Emoções ou Dérbi de Pernambuco, é o clássico de futebol pernambucano entre Clube Náutico Capibaribe e Santa Cruz Futebol Clube, clubes situados na cidade de Recife.. Em 2017, houve a partida do Centenário do Clássico das Emoções no Estádio do Arruda, pela Série B do Campeonato Brasileiro, valendo a disputa da Taça Gena, homenagem ao ex-jogador que atuou pelos dois clubes, sendo hexacampeão pelo Náutico e pentacampeão pelo Santa Cruz. No jogo do centenário, o Náutico ganhou o confronto dos 100 anos do Clássico das Emoções e conquistou a taça no Estádio do Arruda.

## História
O primeiro Clássico Pernambucano realizou-se em 29 de junho de 1917, na vitória do Santa Cruz por 3 a 0, partida válida por torneio beneficente, disputada no "Campo dos Aflitos", que até então pertencia a Liga Sportiva Pernambucana atual FPF, onde mais tarde seria o Estádio dos Aflitos.
O centésimo Campeonato Pernambucano também marcou a 500ª vez que se realizou este clássico, tendo como resultado a vitória do Santa Cruz por 5 a 3. Em 1974 o Santa Cruz tentou conquistar o hexacampeonato mas foi impedido pelo rival Náutico que foi campeão pernambucano mantendo seu luxo de ser o único hexacampeão do campeonato após derrota o rival Santa Cruz nos dois jogos da final do campeonato.
Os alvirrubros se sagraram campeões nas decisões do Campeonato Pernambucano em cima do rival Santa Cruz nove vezes: (1934, 1960, 1974, 1984, 1985, 1989, 2001, 2002, 2004 ) e uma vez na Copa Pernambuco de (2011). Já os tricolores sagraram campeões nas decisões do Campeonato Pernambucano em cima do rival Náutico sete vezes: (1946, 1959, 1970, 1976, 1983, 1993 e 1995).

Apesar de muito tradicional e com uma rica história, o Clássico das Emoções tem uma rivalidade menor em comparação com os confrontos entre o Santa Cruz contra o Sport, conforme pesquisa de opinião entre torcedores do Santa Cruz. O mesmo é dito pelos torcedores do Náutico, que preferem um clássico com o Sport, tendo com a equipe rubronegra uma rivalidade maior. 

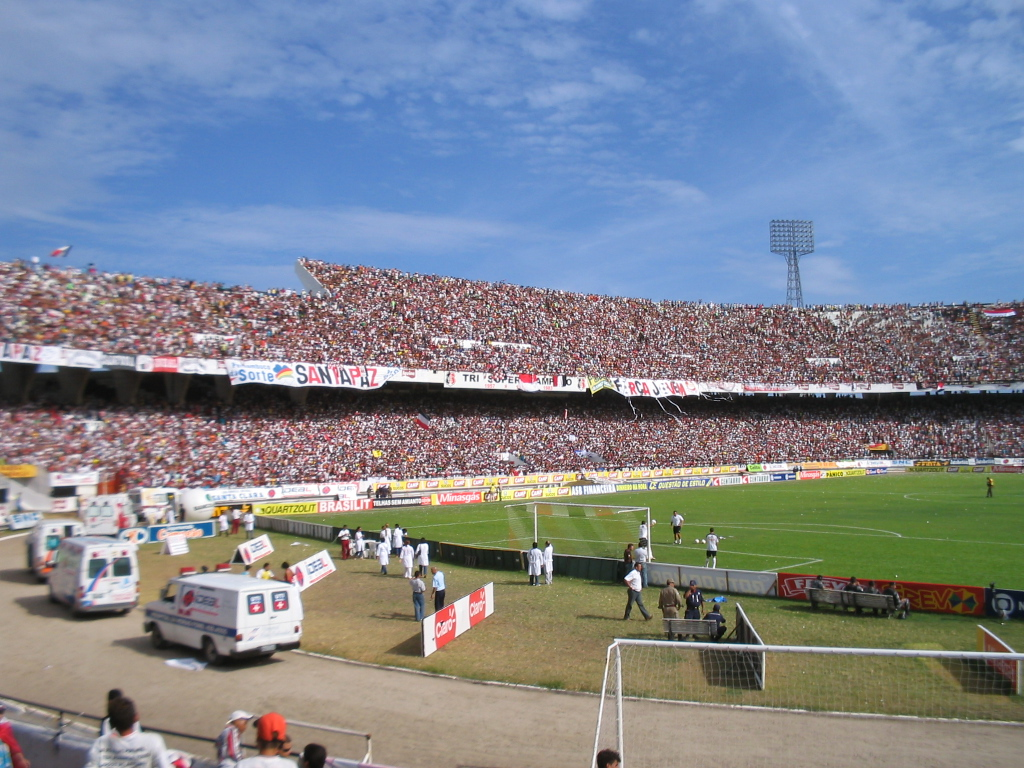
Palco do clássicos: Estádio do Arruda mando de campo do Santa Cruz.

## Outras estatísticas
Estatísticas dos jogos entre Náutico e Santa Cruz
Ao longo da história, Náutico e Santa Cruz se enfrentaram 534 vezes no total (um total de 533 partidas mais uma com resultado desconhecido), com a vantagem dos confrontos sendo tricolor, que venceu o alvirrubro 203 vezes. O Náutico venceu o rival Santa Cruz 173 vezes e os dois times empataram em 158 oportunidades. Levando em consideração somente decisões de títulos, a vantagem torna-se alvirrubra: das 16 decisões do Campeonato Pernambucano mais uma pela Copa Pernambuco disputadas pelos dois clubes, o Náutico foi campeão estadual nove vezes, além de uma vez na Copa, enquanto o Santa Cruz foi campeão pernambucano em cima do rival sete vezes em decisões do Campeonato.
Estatísticas no Campeonato Pernambucano
Náutico e Santa Cruz se enfrentaram em 402 Jogos no Campeonato Pernambucano, sendo que a vantagem dos confrontos é do tricolor por ter vencido 153 jogos, o alvirrubro 136, além de ter havido 113 empates entre os dois clubes. 
Maiores goleadas
Em 9 de julho de 1944 o Náutico aplicou a maior goleada do clássico durante décadas, ao vencer por 5 a 0, resultado que seria igualado pelo Santa Cruz em 6 de outubro de 1991, ambas tendo como palco o Estádios dos Aflitos.

### Maiores Goleadores[12]
1. Tará (Santa Cruz): 17 gols
2. Baiano (Náutico): 15 gols
3. Betinho (Santa): 14 gols
4. Bita (Náutico): 13 gols

### Maiores públicos
Públicos pagante, acima de 50.000, nas partidas disputadas no Estádio do Arruda:
1. Santa Cruz 1 a 1 Náutico, 76.636, 18 de dezembro de 1983, Campeonato Pernambucano
2. Santa Cruz 2 a 1 Náutico, 71.243, 28 de julho de 1993, Campeonato Pernambucano
3. Santa Cruz 0 a 2 Náutico, 70.003, 11 de julho de 2001, Campeonato Pernambucano
4. Santa Cruz 1 a 2 Náutico, 65.901, 8 de fevereiro de 1998,  Campeonato Pernambucano
5. Santa Cruz 2 a 0 Náutico, 63.675, 1 de agosto de 1976, Campeonato Pernambucano
6. Santa Cruz 1 a 1 Náutico, 58.190, 11 de dezembro de 1983, Campeonato Pernambucano
7. Santa Cruz 1 a 1 Náutico, 53.416, 1 de dezembro de 1985, Campeonato Pernambucano

#### NoEstádio dos Aflitos
1. Náutico 1 a 0 Santa Cruz, 31.613, 16 de agosto de 1970, Campeonato Pernambucano [13]

#### NaArena Pernambuco
1. Náutico 3 a 5 Santa Cruz, 15.683, 23 de março de 2014, Campeonato Pernambucano [14]

#### NoCampeonato Brasileiro
1. Santa Cruz 1 a 1 Náutico, 32.862, 18 de março de 1984 [15]

## Ligação externa
Clássico das Emoções - Náutico x Santa Cruz